# Kmîtiv, Korostîșiv
Kmîtiv (în ucraineană Кмитів) este localitatea de reședință a comunei Kmîtiv din raionul Korostîșiv, regiunea Jîtomîr, Ucraina.

## Demografie
Componența lingvistică a localității Kmîtiv
     Ucraineană (90,22%)
     Rusă (9,63%)
Conform recensământului din 2001, majoritatea populației localității Kmîtiv era vorbitoare de ucraineană (90,22%), existând în minoritate și vorbitori de rusă (9,63%).